# Municipio de Hallet
El municipio de Hallet (en inglés: Hallet Township) es un municipio ubicado en el condado de Hodgeman en el estado estadounidense de Kansas. En el año 2010 tenía una población de 58 habitantes y una densidad poblacional de 0,32 personas por km².

## Geografía
El municipio de Hallet se encuentra ubicado en las coordenadas 38°5′16″N 100°3′47″O / 38.08778, -100.06306. Según la Oficina del Censo de los Estados Unidos, el municipio tiene una superficie total de 182.24 km², de la cual 182,24 km² corresponden a tierra firme y (0 %) 0 km² es agua.

## Demografía
Según el censo de 2010, había 58 personas residiendo en el municipio de Hallet. La densidad de población era de 0,32 hab./km². De los 58 habitantes, el municipio de Hallet estaba compuesto por el 82,76 % blancos, el 6,9 % eran afroamericanos, el 8,62 % eran de otras razas y el 1,72 % eran de una mezcla de razas. Del total de la población el 12,07 % eran hispanos o latinos de cualquier raza.